# Jaume Roig
Pour les articles homonymes, voir Roig.
Jaume Roig, né au début du XVe siècle à Valence et mort en 1478 à Benimàmet, quartier de Valence (Royaume de Valence, couronne d'Aragon), est un médecin et écrivain du Siècle d'or valencien.

## Biographie
Jaume Roig étudie la médecine à Lérida et à la Sorbonne. Il fut un médecin prestigieux dans la ville de Valence, où il travaillait dans divers hôpitaux et couvents. Il fut élu Conseiller de la cité en 1456.
Il épouse Isabel Pellicer, qui lui donne six enfants, dont deux filles devinrent religieuses.
Il est l'auteur d'Espill (« miroir »), roman satirique en vers connu aussi sous le titre de Llibre de les dones (Livre des femmes), empreint d'une féroce misogynie. On peut le qualifier de roman bourgeois, par opposition à Tirant le Blanc, écrit au même siècle, qui est lui le prototype même du roman chevaleresque.